# Pommritz-Pomorcy (przystanek kolejowy)
Pommritz-Pomorcy – przystanek kolejowy w Pommritz (łuż. Pomorcy) położony na wschód od Budziszyna, w kraju związkowym Saksonia, w Niemczech, na linii kolejowej łączącej Görlitz z Budziszynem i Dreznem. Znajdują się tu 2 perony. Na szyldach wywieszonych na peronach znajduje się nazwa miejscowości w dwóch językach: niemieckim – Pommritz i górnołużyckim - Pomorcy.
| Pommritz-Pomorcy                                  |  |           |
| Linia 6212 Görlitz - Dresden-Neustadt (34,562 km) |  |           |
| Breitendorf                                       |  | Kubschütz |